# Língua borari
A língua borari é uma  língua indígena ameríndia da família linguística Arauak (de "arawak": "comedor de farinha"), a falado pelos Boraris.
Atualmente o povo borari não falam mais a língua indígena nativa/vernacular, somente a língua portuguesa. Estes são descendente do grupo Tupaiuçua, que no século XVIII viveram na região onde atualmente é a cidade brasileira de Santarém (estado do Pará). No Brasil, cerca de 1 116 indígenas que vivem na área tapajós-arapiuns se auto declaram Borari (Associação Indígena Borari de Alter do Chão, Núcleo‌ ‌de‌ ‌Mulheres‌ ‌Sapú‌ ‌Borari, Grupo de Consciência Indígena, Conselho Indígena Tapajós Arapiuns).